# Keichō

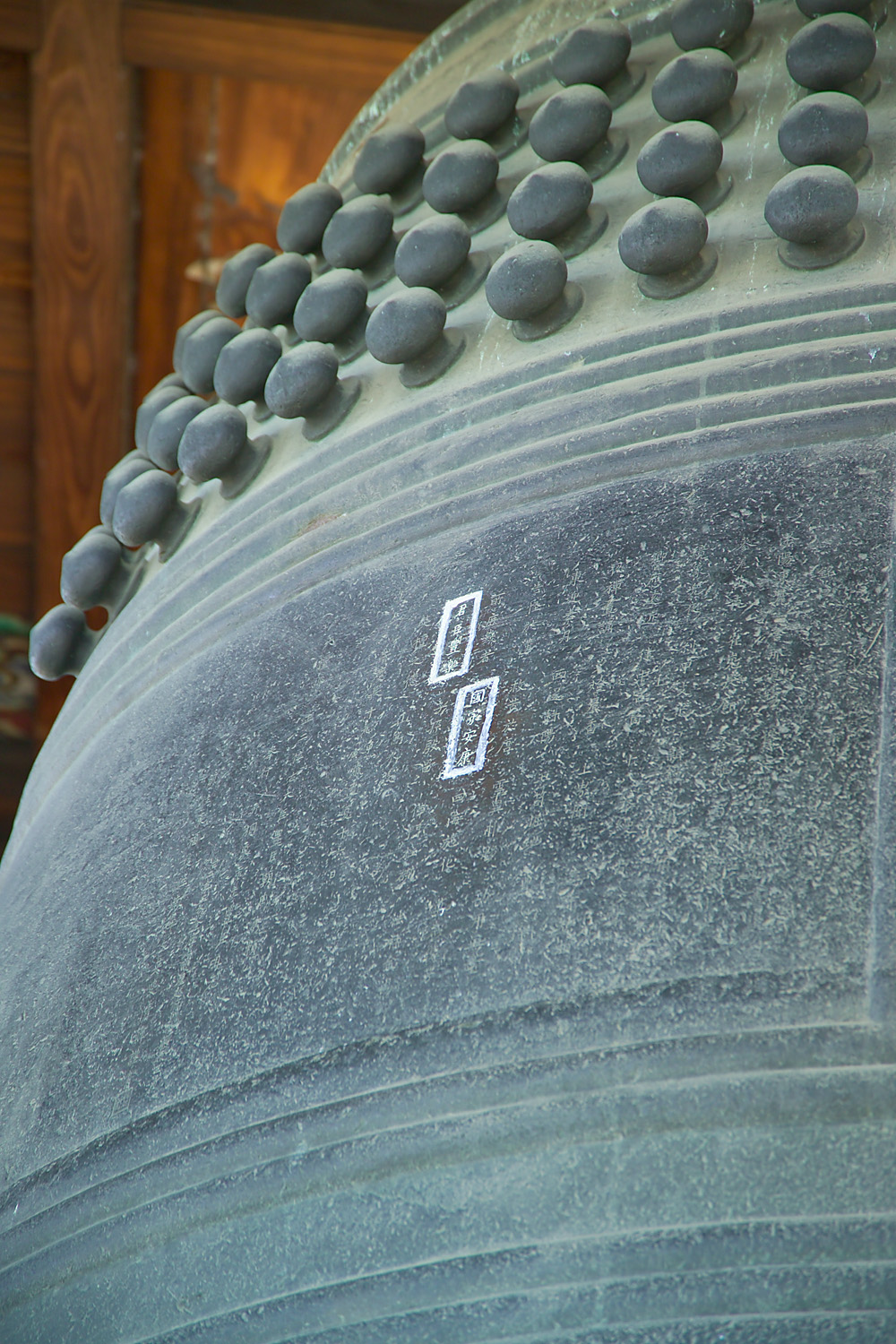
Den stora tempelklockan på Hōkō-ji-templet gjuts år keichō 19.

Keichō (japanska: 慶長?, keichō), 27 oktober 1596–13 juli 1615, är en period i den japanska tideräkningen under kejsarna Go-Yōzeis och Go-Mizunoos regeringsperioder.
Perioden, som startades av vidskepelseskäl efter en mängd järteckentolkade naturkatastrofer, inleddes med den så kallade Keichōinvasionen av Korea under Bunroku-Keicho-kriget.

## Viktiga händelser
Under perioden pågår vad som på japanska kallas Bunroku-Keicho-kriget (även Koreanska sjuårskriget eller Imjinkriget på koreanska), en serie invasioner på koreanska halvön.
År keichō 5 (1600) inleder Tokugawaklanen sitt fälttåg för att lägga Japan under sig och keichō 8 (1603) utropar sig Tokugawa Ieyasu till shogun. När han två år senare lämnar över till sin son, står det klart att Japan i praktiken har två ärvda statschefsämbeten, varav det kejserliga snart förlorar all makt till det militära (shogunen).
I realiteten innebär detta början på det andra shogunatet.
Mellan keichō 18 (1613) och 25 (1620) reser den så kallade Keichōdelegationen till Europa och Nordamerika. Den diplomatiska delegationen besöker bland annat Vatikanen i Europa och Acapulco i Mexiko.
Perioden avslutas efter striderna om Osaka, se Genna.